# Sertularia gracillima
Sertularia gracillima är en nässeldjursart som beskrevs av V.S. Bale 1926. Sertularia gracillima ingår i släktet Sertularia och familjen Sertulariidae. Inga underarter finns listade i Catalogue of Life.